# Golija-Studenica
La reserva de la biosfera Golija-Studenica que se encuentra en el suroeste de Serbia es la primera reserva de la biosfera de la Unesco registrada de Serbia. Se encuentra en ella la montaña Golija (cirílico: Голија), ubicada en 43°20′N 20°17′E / 43.333, 20.283, entre las ciudades de Ivanjica y Novi Pazar. Pertenece a los Alpes Dináricos. La montaña está densamente cubierta de bosques, con una significativa biodiversidad. También es una estación de esquí, con varios monumentos y monasterios históricos.

## Geografía
Golija se extiende en dirección norte-sur, en forma de S entre Novi Pazar, Raška al sur e Ivanjica en el norte. Se extiende por una superficie de alrededor de 75.000 ha. Ríos y arroyos separan con sus valles numerosas colinas. El pico más alto es el Jankov kamen (1833 m), seguido por Radulovac (1785 m), Bojevo Brdo (1748 m) y Crni Vrh (1725 m). Los picos ofrecen bellas vistas a los bosques y pastos de Golija, así como los picos de los cercanos montes Kopaonik, Komovi y Prokletije. 
Los ríos de Moravica y Studenica tienen sus nacientes en la montaña. Studenica abre una brecha a través de la montaña, su hondo valle con varias gargantes más cortas. Su afluente por la derecha Izubra tiene tres cataratas de una altura total de alrededor de 20 m, y varias cascadas. 
La zona de Golija tiene 6.600 habitantes dentro de 42 comunidades rurales dispersas que son características de estas regiones montañosas. Las principales actividades económicas son la ganadería y la agricultura extensiva, y la recolección de productos forestales como hierbas medicinales y hongos.
Dentro de la reserva se encuentra el monasterio de Studenica, que es un lugar patrimonio de la humanidad, bien cultural y un popular destino turístico, mientras que los monasterios de Sopoćani, Stari Ras y Klisura quedan en las afueras de Golija.
En 2001, la UNESCO declaró el monte Golija como la primera reserva de la biosfera de Serbia. La reserva natural se extiende por un área de 53.804 ha. 